# 金沢貴憲
金沢 貴憲（かなざわ たかのり、1980年6月 - ）は、日本の薬学者（薬物送達学・製剤設計学・薬物動態制御学・ナノ材料科学）。徳島大学大学院医歯薬学研究部(薬学域)教授 。博士（薬学）（東京薬科大学・2010年）。
静岡県立大学薬学部准教授、日本大学薬学部講師などを歴任した。

## 来歴

### 生い立ち
福岡県福岡市にて育った。福岡教育大学教育学部附属福岡中学校を経て、1999年青雲高等学校卒業。2004年（平成16年）3月、東京薬科大学薬学部卒業。2006年（平成18年）3月、東京薬科大学大学院薬学研究科博士前期課程修了。2010年博士（薬学）（東京薬科大学、博士論文名は「効率的な経膣粘膜DNAワクチンの確立に向けた新規遺伝子ベクターならびに至適粘膜投与方法の開発」）。

### 薬学者として
2006年（平成18年）4月、東京薬科大学薬学部助手。2011年（平成23年）1月、同大学薬学部助教。その間、アメリカ合衆国に留学し、2014年（平成26年）4月から2015年（平成27年）3月にかけてノースイースタン大学客員助教を兼任。2016年（平成28年）4月、東京薬科大学薬学部講師。その傍ら、2016年（平成28年）6月から2018年（平成30年）3月にかけて、国立がん研究センターの先端医療センターにて、機能診断開発分野の客員研究員を兼任した。
2017年（平成29年）4月、日本大学薬学部専任講師。なお、古巣である東京薬科大学においては、2017年（平成29年）4月から2020年（令和2年）3月にかけて薬学部の客員講師を兼任した。
2020年（令和2年）4月、静岡県立大学薬学部准教授。創剤科学分野を受け持った。なお、古巣である日本大学においては、2020年（令和2年）4月より薬学部の客員研究員を兼任した。同様に、古巣である東京薬科大学においては、2020年（令和2年）4月より薬学部の客員准教授を兼任した。
2020年（令和2年）4月より徳島大学大学院医歯薬学研究部(薬学域)教授。

## 研究
専門は薬学であり、特に薬物送達学、製剤設計学、薬物動態制御学、ナノ材料科学といった分野の研究に従事していた。具体的には、鼻から脳への輸送機構を対象とした中分子や高分子のドラッグデリバリーシステムを開発することで、脳や脊髄の疾患を治療しようと研究していた。また、組織浸透型の核酸内封微小ナノドラッグデリバリーシステムを開発することで、悪性新生物による疾患を治療しようと研究していた。さらに、経口投与型の核酸含有微粒子を開発することで、潰瘍性大腸炎を治療しようと研究していた。あわせて、核酸医薬含有多成分集合型のナノ微粒子を作製する技術について、その確立と高機能化を目指して研究していた。

## 略歴
- 2004年 - 東京薬科大学薬学部卒業[2]
- 2006年
  - 東京薬科大学大学院薬学研究科博士前期課程修了[2]
  - 東京薬科大学薬学部助手[5]
- 2011年 - 東京薬科大学薬学部助教[5]
- 2014年 - ノースイースタン大学客員助教[5]
- 2016年
  - 東京薬科大学薬学部講師[5]
  - 国立がん研究センター先端医療センター客員研究員[5]
- 2017年
  - 日本大学薬学部講師[5]
  - 東京薬科大学薬学部客員講師[5]
- 2020年
  - 静岡県立大学薬学部准教授[5]
  - 日本大学薬学部客員研究員[5]
  - 東京薬科大学薬学部客員准教授[5]
- 2023年
  - 徳島大学大学院医歯薬学研究部(薬学域)教授[5]

## 賞歴
- 2006年 - 日本薬剤学会最優秀発表賞[11]
- 2013年 - 日本薬剤学会Postdoctoral Presentation Award[11][12]
- 2015年 - 遺伝子・デリバリー研究会奨励賞[11]
- 2016年 - 日本薬剤学会Global Education Seminar Presentation Award[11]
- 2016年 - 日本薬学会関東支部奨励賞[11]
- 2017年 - Elsevier Outstanding Reviewer Award for International Journal of Pharmaceutics[11]
- 2019年 - 日本薬剤学会奨励賞[11][13]
- 2020年 - 日本DDS学会奨励賞[11][14]